# Principi apostolorum Petro
Principi apostolorum Petro (en español, Pedro, príncipe de los apóstoles) es la 8ª encíclica de Benedicto XV, fechada el 5 de octubre de 1920, el séptimo año de su pontificado.

## Vida de San Efrén
San Efrén (Nisibis, 306- Edesa, 373), educado en el cristianismo, tras una juventud apasionada, tuvo un proceso de conversión interior, que le hizo tomar los hábitos de monje y acudir al obispo Jacobo de Nísibis, que había fundado en esa ciudad  escuela de teología que se distinguía por el alto grado de preparación de sus alumnos; en ella se formó Efrén y en ella paso a enseñar. Tras la invasión de la ciudad por los persas se trasladó a Edesa donde fundó una nueva escuela, adquiriendo una merecida fama como teólogo y estudioso de la Sagrada Escritura. Fue un decidido defensor de la doctrina cristológica y trinitaria; con una gran influencia en la Iglesia antioquena.
Benedicto XV, en la encíclica con la que le declara doctor de la Iglesia, recoge con cierta amplitud su vida santa, doctrina y enseñanzas.

## Contenido de la encíclica
Inicia Benedicto XV la encíclica, recordando el papel que en la fe corresponde al papa; una cuestión ciertamente relacionada con la enseñanza de San Efrén, y de los doctores de la Iglesia

Principi Apostolorum Petro illud est a divino Ecclesiae Conditore attributum, ut, fide omnis erroris immuni cum Deo cohaerens, tanquam «coriphaeus Apostolici chori». et communis omnium magister ac rector. Illius gregem pasceret, qui Ecclesiam suam, in ipsius Petri eiusque successorum visibilis, perennis ac solidi magisterii auctoritate aedificavit.
El divino Fundador de la Iglesia ha confiado a Pedro, Príncipe de los Apóstoles, unido a Dios por una fe inmune a todos los errores, como «cabeza del coro apostólico» y maestro y guía de todos los hombres, la misión de alimentar al rebaño de Aquel que fundó su Iglesia sobre la autoridad del magisterio visible, perpetuo y seguro del propio Pedro y sus sucesores
Comienzo de la encíclica Principi apostolorum Petro

Continúa la encíclica recordando el oficio de primacía sobre toda la Iglesia que Cristo cofirió a Pedro y que ha sido desempeñado a lo largo de la historia por sus sucesores en la Sede Apostólica, menciona también el papel que han desempeñado en la slavagurada de la unidad de la Iglesia los padres orientales, menciona así a Basilio Magno, Atanasio, Juan Crisóstomo, Gregorio de Nisa. Introduce así a San Efrén a cuyo recuerdo se dedica la encíclica. 

### Vida y obra de San Efrén
Se inicia así la parte más extensa de la encíclica en la que se repasa la vida de San Efrén y sus principales aportaciones a la teología y a la liturgia. Es mostrado junto a San Jerónimo, como dos candelabros luminosos que iluminaron, respectivamente, a Oriente y a Occidente. No es seguro donde nació Efrén, en Nísibis o en Edesa; en su juventud, tal como afirma en sus confesiones, se dejó llevar por las pasiones pero, tras el proceso al que fue sometido por un crimen que no cometió y del que fue exonerado, sufrió una conversión interior que le llevó a tomar el hábito de monje y comenzó los estudio de la escritura en la escuela fundada en Nisibis por su obispo Jacobo.
Ante la amenaza de las tropas persas que llegaron a conquistar Nísibis, se trasladó a Edesa donde se dedicó casi exclusivamente, y con gran fruto, a la enseñanza cristiana, organizando en la casa en que vivía una academia a la que acudían discípulos deseos de conocer con más profundidad las Sagradas Escrituras. Solo abandonaba ese lugar para predicar y defender los dogmas de la fe; su primordial dedicación fue los comentarios de la Escritura y la enseñanza de los salmos.
El papa destaca en la encíclica la caridad heroica y la humildad de San Efrén. Muestra de la primera fue su atención de los padecimientos que sufrieron los vecinos de Edesa con motivo de una gran hambruna; a pesar de estar ya en una edad madura, recorrió la ciudad, reprochando a los ricos su insensibilidad ante el hambre de sus conciudadanos, consiguió así una considerable colecta con la que también pudo ayudar a los peregrinos que acudían hambrientos a la ciudad. En cuanto a su humildad, puesta ya de manifiesto al no considerarse digno de acceder al sacerdocio, se refleja admirablemente en su testamento

en el que su fe, su humildad y su singular amor por la patria son claramente evidentes. «Yo, Efrén, voy a morir. Con temor y respeto, les exhorto, oh habitantes de la ciudad de Edesa, que no permitan que me entierren en la casa de Dios o debajo del altar. No es conveniente que un gusano bulle en la , que corre purulencia, sea enterrado en el templo y santuario de Dios. Envolvedme en mi túnica y en la capa que siempre he usado. Acompañadme con salmos y oraciones, y dignaos hacer asiduas ofrendas por mi pequeñez. Efrén nunca ha tenido bolsa, ni báculo, ni alforja, ni plata ni oro, ni ha comprado ni poseído bienes en la tierra. Entrego mis preceptos y enseñanzas para que mis discípulos los pongan en práctica y no se aparten de la fe católica. Sed firmes, especialmente con respecto a la fe; tened cuidado con los adversarios, es decir, con los trabajadores de la iniquidad, con los traficantes de palabras vacías y con los seductores. Y bendita sea vuestra ciudad en que vivís. Pues Edesa es Ciudad y Madre de Sabios».
Encíclica Principi apostolorum Petro, AAS vol. XII, pág. 463.

### Fama y prestigio de sus enseñanzas y escritos
San Gregorio de Nisa expresa con especial fuerza la fama de San Efrén, la abundancia -se dice que escribió 300 miríadas de versos- y la difusión de sus escritos que no solo se limitan a la Sagrada Escritura, sino también a la exposición de las verdades de la fe, sobre los deberes  cristiano, la vida interior, la sagrada liturgia, himnos litúrgicos para las solemnidades y la ceremonias fúnebres. Su cuidado por la liturgia le llevó a aportar a ella composiciones musicales y poesías, pues

era tan experto en estas artes que fue llamado "cítara del Espíritu Santo". De él, Venerables Hermanos, es posible aprender cómo con las artes se debe promover en el pueblo el conocimiento de las cosas santas
Encíclica Principi apostolorum Petro,  AAS vol. XII, pág. 463

Las alabanzas a Efrén, por su conocimiento de la Sagrada Escritura, su empeño por restaurar en Cristo la civilización de su tiempo y su celo en la predicación de la doctrina, son frecuentes en los padres de la Iglesia oriental; en especial en San Gregorio de Nisa y en San Juan Crisóstomo. 

### Amor a la cátedra de Pedro
La encíclica destaca la fidelidad y el amor de Efrén hacia la cátedra de Pedro, recogiendo varios testimonios de sus escritos, como el que incluye en su Himno De Virginitate

Bendito eres, oh Pedro, cabeza y lengua del cuerpo de tus hermanos, de ese cuerpo, digo, que está compuesto por los discípulos, cuyos ojos son los hijos de Zebedeo. Benditos también los que contemplan el trono del Maestro, y piden ese trono para sí. Escuchas la verdadera voz del Padre a favor de Pedro, quien se convierte en una piedra firme.
Encíclica Principi apostolorum Petro, AAS vol. XII, pág. 468.

Al recordar estos testimonios, el papa reza por la unidad de los cristianos que San Efrén siempre cuidó; y se refiere a las peticiones recibidas de varios patriarcas de las iglesia católicas orientales (Ignacio Efrén II Rahmani, Patriarca Antioqueno de los Sirios; Elias Pedro Huayek, Patriarca Antioqueno de los maronitas y José Manuel Tomás, Patriarca de los Caldeos de Babilonia), en las que le ruegan que conceda al diácono Efrén el honor y título de Doctor de la Iglesia, aportando sólidas razones para ello. 
Tras recordar como la fama y devoción hacia San Efrén está también presente en la Iglesia Romana, habiéndose publicado y difundido a lo largo del último siglo muchas de sus obras; recuerda también como Pío X, aprobó en 1909 la Misa y Oficio propios en honor del Santo Diácono de Edesa. Por todo ello:

después de invocar al Espíritu Paráclito, nosotros, con nuestra autoridad suprema, le damos y confirmamos a San Efrén, el diácono sirio de Edesa, el título y los honores de Doctor de la Iglesia Universal, y establecemos que su fiesta, fijada el 18 de junio, se celebra en cualquier lugar de la misma manera que se celebra el Dies natalis de los otros Doctores de la Iglesia Universal.
Encíclica Principi apostolorum Petro, AAS vol. XII, pág. 470.

Concluye la encíclica pidiendo que con la ayuda y protección de San Efren, se derriben las barreras que mantienen dolorosamente dividido el rebaño de Cristo.